# Eerste Tsjecho-Slowaakse Republiek

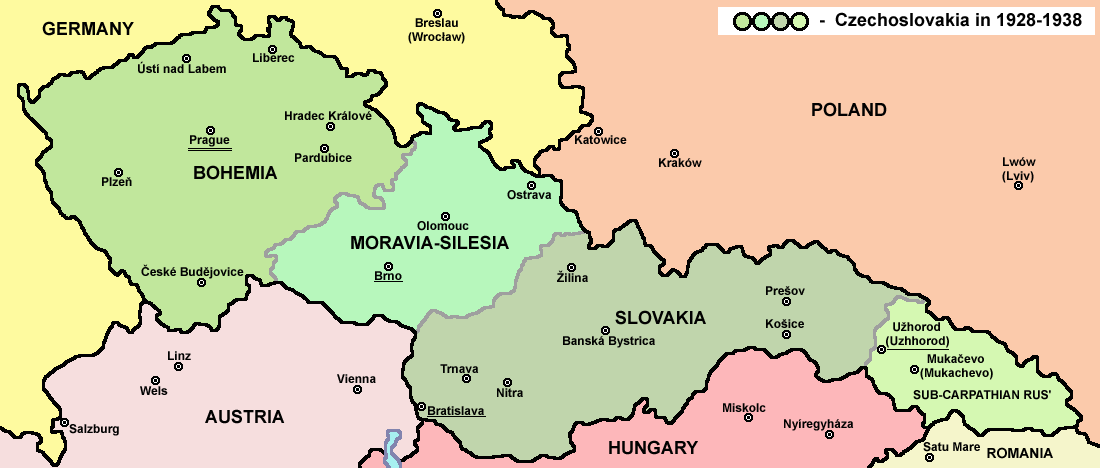
Bestuurlijke indeling van Tsjecho-Slowakije

De Eerste Tsjecho-Slowaakse Republiek was een land in Centraal-Europa dat ontstond na de Eerste Wereldoorlog uit Oostenrijk-Hongarije en het Duitse keizerrijk. Nadat het keizerrijk Oostenrijk-Hongarije uit elkaar viel werd het nieuwe land Tsjecho-Slowakije samengesteld uit de gebieden Bohemen, Moravië, Silezië, Slowakije en Subkarpatisch Roethenië. Naast de Tsjechen en Slowaken had Tsjecho-Slowakije grote Duitse en Hongaarse minderheden. De Duitsers hadden de Republiek Duits-Oostenrijk uitgeroepen in de Duitstalige gebieden van wat nu Oostenrijk en Tsjechië is. Bij het Verdrag van Saint-Germain werd de naam Duits-Oostenrijk echter verboden en werden de Duitstalige gebieden in Tsjechië toegewezen aan Tsjecho-Slowakije. Met het Verdrag van Trianon werd ook grondgebied van Hongarije aan Tsjecho-Slowakije toegewezen.
Na 1933 was Tsjecho-Slowakije het enige democratische land in Oost-Europa. Onder enorme druk van nazi-Duitsland werd het land gedwongen om op 1 oktober 1938 Sudetenland, waar voornamelijk Duitsers woonden, af te staan aan Duitsland zoals overeengekomen in het Verdrag van München. Er werden ook zuidelijke delen van Slowakije en Subkarpatië afgestaan aan Hongarije. Dit betekende het einde van de Eerste Tsjecho-Slowaakse Republiek, die opgevolgd werd door de Tweede Tsjecho-Slowaakse Republiek. Het zuidwestelijke deel van het grondgebied werd aan het koninkrijk Hongarije en het noordoostelijke deel werd aan de Tweede Poolse Republiek toegewezen.

## Tijdlijn
| |                                                      |                                                      |                                                                                  |                                                     |                                               |                                                               |                                                                |                                                        |
| | Tsjecho-Slowakije – Tsjechoslowakije (1918-1992)     |                                                      |                                                                                  |                                                     |                                               |                                                               |                                                                |                                                        |
| Oostenrijk-Hongarije (tot 1918) Bohemen, Moravië, delen van Silezië, noorden van Koninklijk Hongarije (Slowakije en Karpato-Roethenië) | Eerste Tsjecho-Slowaakse Republiek (ČSR) (1918-1938) | "Sudetenland" (1938-1945)                            | "Sudetenland" (1938-1945)                                                        | Derde Tsjecho-Slowaakse Republiek (ČSR) (1945-1948) | Tsjecho-Slowaakse Republiek (ČSR) (1948-1960) | Tsjecho-Slowaakse Socialistische Republiek (ČSSR) (1960-1990) | Tsjechische en Slowaakse Federale Republiek (ČSFR) (1990-1992) | Tsjechië (ČR) (sinds 1993) Slowakije (SR) (sinds 1993) |
| Oostenrijk-Hongarije (tot 1918) Bohemen, Moravië, delen van Silezië, noorden van Koninklijk Hongarije (Slowakije en Karpato-Roethenië) | Eerste Tsjecho-Slowaakse Republiek (ČSR) (1918-1938) | Tweede Tsjecho-Slowaakse Republiek (ČSR) (1938-1939) | Protectoraat Bohemen en Moravië (1939-1945) Slowaakse Republiek (SR) (1939-1945) | Derde Tsjecho-Slowaakse Republiek (ČSR) (1945-1948) | Tsjecho-Slowaakse Republiek (ČSR) (1948-1960) | Tsjecho-Slowaakse Socialistische Republiek (ČSSR) (1960-1990) | Tsjechische en Slowaakse Federale Republiek (ČSFR) (1990-1992) | Tsjechië (ČR) (sinds 1993) Slowakije (SR) (sinds 1993) |
| Oostenrijk-Hongarije (tot 1918) Bohemen, Moravië, delen van Silezië, noorden van Koninklijk Hongarije (Slowakije en Karpato-Roethenië) | Eerste Tsjecho-Slowaakse Republiek (ČSR) (1918-1938) | Karpato-Oekraïne (1938-1939)                         | Karpato-Roethenië bij Hongarije (1939-1945)                                      | deel van Oekraïense SSR (1945-1991)                 | deel van Oekraïense SSR (1945-1991)           | deel van Oekraïense SSR (1945-1991)                           | Oblast Transkarpatië Oekraïne (vanaf 1991)                     | Oblast Transkarpatië Oekraïne (vanaf 1991)             |
| |                                                      | Duitse bezetting / Tweede Wereldoorlog               | Duitse bezetting / Tweede Wereldoorlog                                           | Sovjetperiode / Volksrepubliek                      | Sovjetperiode / Volksrepubliek                | Sovjetperiode / Volksrepubliek                                |                                                                |                                                        |
| |                                                      |                                                      | Regering in ballingschap                                                         |                                                     |                                               |                                                               |                                                                |                                                        |
| |                                                      |                                                      |                                                                                  |                                                     |                                               |                                                               |                                                                |                                                        |